# Vasvár (distrikt)
Vasvár är ett distrikt i Ungern. Det ligger i provinsen Vas, i den västra delen av landet, 170 km väster om huvudstaden Budapest.